# Opius putomayoanus
Opius putomayoanus är en stekelart som beskrevs av Fischer 1983. Opius putomayoanus ingår i släktet Opius och familjen bracksteklar. Inga underarter finns listade i Catalogue of Life.